# Innesto a baionetta

Innesto a baionetta di un connettore elettrico

Prima e dopo l'inserzione

Per innesto a baionetta si intende un particolare modo di fissare in fotografia la lente fotografica al corpo macchina di una macchina fotografica; in elettrotecnica e elettronica si intende anche un tipo di connessione tra connettori elettrici.

## Storia
Questo tipo di sistema di fissaggio è stato inventato nel '600 ed introdotto per la prima volta dall'esercito francese, proprio per montare dei pugnali in cima alle armi da fuoco, da qui il nome "a baionetta".
La prima documentazione storica risale a Al-Jazari nel XIII secolo, per il montaggio delle candele sui supporti appositi.

## In fotografia
Si differenzia dal metodo precedente, quello a vite, per una maggior facilità e velocità nel montare e smontare l'obiettivo, grazie alla presenza di lamelle sul corpo macchina che vanno ad incastrarsi sul cilindro della lente.
| Produttore | Innesto | Tiraggio (mm) | Diamtetro (mm) | Formato      |
| ---------- | ------- | ------------- | -------------- | ------------ |
| Sony       | E       | 18            | 46.1           | 35mm e APS-C |
| Leica      | L-Mount | 20            | 51.6           | 35mm e APS-C |
| Canon      | EF      | 44            | 54             | 35mm         |
| Canon      | EF-M    | 18            | 46.5           | APS-C        |
| Canon      | EF-S    | 44            | 54             | APS-C        |
| Canon      | RF      | 20            | 54             | 35mm         |
| Nikon      | F-Mount | 46.5          | 44             | 35mm e APS-C |
| Nikon      | Z-Mount | 16            | 55             | 35mm e APS-C |
| Fujifilm   | X-Mount | 17,7          | 44             | APS-C        |
| Samsung    | NX      | 25,5          | 42             | APS-C        |

## In elettrotecnica/elettronica

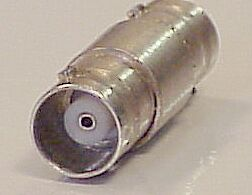
Barilotto di raccordo femmina-femmina

Comune in elettrotecnica è l'attacco a baionetta usato su molte lampade, specialmente quando sia necessario assicurare il fissaggio della lampada sul portalampada, come per esempio sui veicoli.
In elettronica è comune il connettore BNC, un tipo di connettore elettrico unipolare usato per l'intestazione di cavi coassiali. Il nome del connettore è la sigla di Bayonet Neill Concelman (Baionetta Neill Concelman), dal nome dei due inventori Paul Neill e Carl Concelman progettisti della statunitense Amphenol.